# 王棟 (儒學家)
王棟（1502年—1581年），字隆吉，號一庵，時稱一庵子，一庵先生，泰州市姜堰区人，明朝儒学家。

## 生平
幼時隨父王濽習醫。11歲時瘟疫流行，父親被馬咬傷，不久去世。王棟棄醫從文，24歲時補泰州學官廩生，師事泰州王瑤湖，“學古之道，守陽明高第弟也”。後從王艮學，曾謂：“格物之學，究竟只是反身工夫。”56歲後由歲貢授江西建昌南城縣訓導台使，聘主白鹿洞會，後補山東泰安州學，江西南豐教諭、深州（山東深城）學正。

## 著作
著《會語正集》和《會語綻集》。《明儒學案》有《教諭王一庵先生棟》。

## 家族
族兄王艮。